# Olivier Myny
Olivier Myny (Zwevegem, 10 november 1994) is een Belgisch voetballer die als vleugelspeler speelt. Hij tekende in mei 2018 voor Oud-Heverlee Leuven.

## Clubcarrière
Myny is afkomstig uit de jeugdopleiding van SV Zulte Waregem. In 2014 trok hij naar KSV Roeselare. Op 2 augustus 2014 debuteerde de vleugelspeler in de tweede klasse tegen KSK Heist. Op 11 oktober 2014 maakte hij zijn eerste competitiedoelpunt tegen Racing Mechelen. Zijn geslaagde seizoen ging niet onopgemerkt voorbij en dat resulteerde in een transfer naar de Belgische eerste klasse.
Bij Waasland-Beveren tekende Myny een contract voor twee seizoenen met een optie voor één extra jaar. Op 15 augustus 2015 maakte Myny zijn eerste doelpunt in de eerste klasse uitgerekend tegen zijn ex-club Zulte Waregem. In datzelfde seizoen (2015-2016) werd Olivier Myny verkozen tot Favoriete Leeuw van het seizoen door de Young Believers, de Kids Club van Waasland Beveren.
In oktober 2018 werd bekend dat Myny in verdenking is gesteld in Operatie Propere Handen. Op 17 oktober 2018 werd door Belgische media gemeld dat Myny bekend zou hebben voor de wedstrijd KV Mechelen - Waasland-Beveren benaderd te zijn om de uitslag van het duel te beïnvloeden. Myny werd over de gehele lijn vrijgesproken en treft geen enkele schuld.

## Carrièrestatistieken
| Seizoen     | Club                  | Competitie         | Competitie | Competitie | Beker | Beker | Totaal | Totaal |
| Seizoen     | Club                  | Competitie         | Wed.       | Dlp.       | Wed.  | Dlp.  | Wed.   | Dlp.   |
| ----------- | --------------------- | ------------------ | ---------- | ---------- | ----- | ----- | ------ | ------ |
| 2014/15     | KSV Roeselare         | Proximus League    | 29         | 11         | 0     | 0     | 29     | 11     |
| 2015/16     | Waasland-Beveren      | Jupiler Pro League | 32         | 3          | 2     | 0     | 34     | 3      |
| 2016/17     | Waasland-Beveren      | Jupiler Pro League | 26         | 4          | 2     | 0     | 28     | 4      |
| 2017/18     | Waasland-Beveren      | Jupiler Pro League | 28         | 1          | 2     | 1     | 30     | 2      |
| 2018/19     | Oud-Heverlee Leuven   | Eerste klasse B    | 17         | 1          | 0     | 0     | 17     | 1      |
| 2019/20     | Oud-Heverlee Leuven   | Eerste klasse B    | 8          | 0          | 0     | 0     | 8      | 0      |
| 2020/21     | Oud-Heverlee Leuven   | Eerste klasse A    | 16         | 0          | 2     | 0     | 18     | 0      |
| 2021/22     | Royal Excel Moeskroen | Eerste klasse B    | 14         | 0          | 2     | 0     | 16     | 0      |
| Club totaal | Club totaal           | Club totaal        | 170        | 20         | 10    | 1     | 180    | 21     |